# Potentilla turczaninowiana
Potentilla turczaninowiana är en rosväxtart som beskrevs av Stschegl.. Potentilla turczaninowiana ingår i Fingerörtssläktet som ingår i familjen rosväxter.

## Underarter
Arten delas in i följande underarter:
- P. t. kuramensis
- P. t. nephogena
- P. t. turczaninowiana